# Aso de Sobremonte
Aso de Sobremonte (arag. Aso de Sobremón) – miejscowość w Hiszpanii, w Aragonii, w prowincji Huesca, w comarce Alto Gállego, w gminie Biescas, 124 km od miasta Huesca.
Według danych INE z 1999 roku miejscowość zamieszkiwało 38 osób. Wysokość bezwzględna miejscowości jest równa 1 264 metry. Kod pocztowy do miejscowości to 22451.